# سحلية دودية أمريكية شمالية
سحلية دودية أمريكية شمالية (الاسم العلمي: Amphisbaena xera) (بالإنجليزية: North American worm lizard)‏ هي نوع من الزواحف يتبع جنس السحلية الدودية من الفصيلة السحالي الدودية.